# Aerocystitis
Aerocystitis je virové onemocnění u ryb. Jedná se o napadení plynového měchýře. Ryba ztrácí smysl pro rovnováhu a plave většinou s hlavou nahorů nebo dolů. Často se také zvětší zadní část ryby. Může probíhat i s infekční vodnatelností a parazitními nákazami.

## Léčba
Přímá léčba není, doporučuje se zvednout pH na 7-7,5, zvýšit filtrování a vzduchování, dodržovat hygienu (často měnit vodu a aplikovat antiparazitární koupele).